# Volta a San Juan 2017
La Volta a San Juan 2017 fou la 35a edició de la Volta a San Juan. Es va disputar entre el 23 i el 29 de gener de 2017. La cursa formà part del calendari UCI Amèrica Tour 2017 amb una categoria 2.1.
La cura fou guanyada per Bauke Mollema (Trek-Segafredo), que s'imposà per catorze segons a l'Óscar Sevilla (Medellín-Inder) i setze sobre Rodolfo Torres (Androni Giocattoli).

## Equips
L'organització convidà a 26 equips: quatre WorldTeams, sis continentals professionals, deu equips continentals i sis equips nacionals:
| WorldTeams (4)- Bahrain-Merida - Quick-Step Floors - Trek-Segafredo - UAE Abu Dhabi Equips continentals professionals (6)- Androni Giocattoli - Bardiani CSF - Caja Rural-Seguros RGA - Nippo-Vini Fantini - UnitedHealthcare - Wilier Triestina-Selle Italia Equips continentals (10)- Asociación Civil Agrupación Virgen de Fátima - Asociación Civil Mardan - Bolivia - Italomat-Dogo - Los Cascos Esco-Agroplan - Medellín-Inder - Municipalidad de Pocito - Municipalidad de Rawson-Somos Todos - Sindicato de Empleados Públicos de San Juan - Unieuro Trevigiani-Hemus 1896 Equips nacionals (6)- Argentina - Brasil - Xile - Itàlia - Mèxic - Uruguai |
| |

## Etapes
| Etapa    | Data      | Ciutats d'etapa                                     | type                      | Distància (km) | Vencedor de l'etapa             | Líder de la general     |
| -------- | --------- | --------------------------------------------------- | ------------------------- | -------------- | ------------------------------- | ----------------------- |
| 1a etapa | 23 de gen | San Juan de la Frontera – San Juan de la Frontera   | etapa plana               | 142,5          | Fernando Gaviria Rendón         | Fernando Gaviria Rendón |
| 2a etapa | 24 de gen | San Juan de la Frontera – San Juan de la Frontera   | etapa plana               | 128,8          | Tom Boonen                      | Elia Viviani            |
| 3a etapa | 25 de gen | San Juan de la Frontera – San Juan de la Frontera   | contrarellotge individual | 11,9           | Ramūnas Navardauskas            | Ramūnas Navardauskas    |
| 4a etapa | 26 de gen | Villa General San Martín – Villa General San Martín | etapa accidentada         | 160,5          | Fernando Gaviria Rendón         | Ramūnas Navardauskas    |
| 5a etapa | 27 de gen | Chimbas – Alto Colorado                             | etapa de muntanya         | 162,4          | Rui Alberto Faria da Costa      | Bauke Mollema           |
| 6a etapa | 28 de gen | Pocito Department – Pocito Department               | etapa accidentada         | 185,7          | Maximiliano Richeze Araquistain | Bauke Mollema           |
| 7a etapa | 29 de gen | San Juan de la Frontera – San Juan de la Frontera   | etapa plana               | 111            | Maximiliano Richeze Araquistain | Bauke Mollema           |

### Etapa 1
| \| Classificació de l'etapa \| Classificació de l'etapa \| Classificació de l'etapa \| Classificació de l'etapa \| Classificació de l'etapa \| \| Corredor \| Corredor \| Equip \| Temps \| \| \| ------------------------ \| ------------------------ \| ----------------------------------- \| ------------------------ \| ------------------------ \| \| 1r \| Fernando Gaviria Rendón \| Quick-Step Floors \| 3h 07' 44" \| \| \| 2n \| Elia Viviani \| Itàlia \| + 0" \| \| \| 3r \| Nicolas Marini \| Nippo-Vini Fantini \| + 0" \| \| \| 4t \| Matteo Malucelli \| Androni-Sidermec-Bottecchia \| + 0" \| \| \| 5è \| Vincenzo Nibali \| Bahrain-Merida \| + 0" \| \| \| 6è \| Tom Boonen \| Quick-Step Floors \| + 0" \| \| \| 7è \| Matthias Brändle \| Trek-Segafredo \| + 0" \| \| \| 8è \| Alan Ramírez \| Municipalidad de Rawson Somos Todos \| + 0" \| \| \| 9è \| Bauke Mollema \| Trek-Segafredo \| + 0" \| \| \| 10è \| Óscar Sevilla Rivera \| Medellín-Inder \| + 0" \| \| |                         |                                     |            |
| |                         |                                     |            |
| Font: ProCyclingStats |                         |                                     |            |
| Classificació de l'etapa |                         |                                     |            |
| Corredor | Corredor                | Equip                               | Temps      |
| 1r | Fernando Gaviria Rendón | Quick-Step Floors                   | 3h 07' 44" |
| 2n | Elia Viviani            | Itàlia                              | + 0"       |
| 3r | Nicolas Marini          | Nippo-Vini Fantini                  | + 0"       |
| 4t | Matteo Malucelli        | Androni-Sidermec-Bottecchia         | + 0"       |
| 5è | Vincenzo Nibali         | Bahrain-Merida                      | + 0"       |
| 6è | Tom Boonen              | Quick-Step Floors                   | + 0"       |
| 7è | Matthias Brändle        | Trek-Segafredo                      | + 0"       |
| 8è | Alan Ramírez            | Municipalidad de Rawson Somos Todos | + 0"       |
| 9è | Bauke Mollema           | Trek-Segafredo                      | + 0"       |
| 10è | Óscar Sevilla Rivera    | Medellín-Inder                      | + 0"       |

| \| Classificació general \| Classificació general \| Classificació general \| Classificació general \| Classificació general \| \| Corredor \| Corredor \| Equip \| Temps \| \| \| --------------------- \| ----------------------- \| -------------------------------------------- \| --------------------- \| --------------------- \| \| 1r \| Fernando Gaviria Rendón \| Quick-Step Floors \| 3h 07' 34" \| \| \| 2n \| Elia Viviani \| Itàlia \| + 4" \| \| \| 3r \| Franco López \| Asociación Civil Agrupación Virgen de Fátima \| + 4" \| \| \| 4t \| Nicolas Marini \| Nippo-Vini Fantini \| + 6" \| \| \| 5è \| Daniel Lucero \| Municipalidad de Rawson Somos Todos \| + 8" \| \| \| 6è \| Leonardo Rodríguez \| Asociación Civil Mardan \| + 8" \| \| \| 7è \| Rubén Ramos \| Argentina \| + 9" \| \| \| 8è \| Pedro González \| Municipalidad de Pocito \| + 9" \| \| \| 9è \| Matteo Malucelli \| Androni-Sidermec-Bottecchia \| + 10" \| \| \| 10è \| Vincenzo Nibali \| Bahrain-Merida \| + 10" \| \| |                         |                                              |            |
| |                         |                                              |            |
| Font: ProCyclingStats |                         |                                              |            |
| Classificació general |                         |                                              |            |
| Corredor | Corredor                | Equip                                        | Temps      |
| 1r | Fernando Gaviria Rendón | Quick-Step Floors                            | 3h 07' 34" |
| 2n | Elia Viviani            | Itàlia                                       | + 4"       |
| 3r | Franco López            | Asociación Civil Agrupación Virgen de Fátima | + 4"       |
| 4t | Nicolas Marini          | Nippo-Vini Fantini                           | + 6"       |
| 5è | Daniel Lucero           | Municipalidad de Rawson Somos Todos          | + 8"       |
| 6è | Leonardo Rodríguez      | Asociación Civil Mardan                      | + 8"       |
| 7è | Rubén Ramos             | Argentina                                    | + 9"       |
| 8è | Pedro González          | Municipalidad de Pocito                      | + 9"       |
| 9è | Matteo Malucelli        | Androni-Sidermec-Bottecchia                  | + 10"      |
| 10è | Vincenzo Nibali         | Bahrain-Merida                               | + 10"      |

### Etapa 2
| \| Classificació de l'etapa \| Classificació de l'etapa \| Classificació de l'etapa \| Classificació de l'etapa \| Classificació de l'etapa \| \| Corredor \| Corredor \| Equip \| Temps \| \| \| ------------------------ \| ------------------------ \| -------------------------------------------- \| ------------------------ \| ------------------------ \| \| 1r \| Tom Boonen \| Quick-Step Floors \| 3h 00' 40" \| \| \| 2n \| Elia Viviani \| Itàlia \| + 0" \| \| \| 3r \| Matteo Malucelli \| Androni-Sidermec-Bottecchia \| + 0" \| \| \| 4t \| Ricardo Escuela \| Asociación Civil Agrupación Virgen de Fátima \| + 0" \| \| \| 5è \| Andrea Guardini \| UAE Abu Dhabi \| + 0" \| \| \| 6è \| Ramūnas Navardauskas \| Bahrain-Merida \| + 0" \| \| \| 7è \| Luke Keough \| UnitedHealthcare \| + 0" \| \| \| 8è \| Manuel Belletti \| Wilier Triestina-Selle Italia \| + 0" \| \| \| 9è \| Eugenio Alafaci \| Trek-Segafredo \| + 0" \| \| \| 10è \| Mattia Viel \| Unieuro Trevigiani-Hemus 1896 \| + 0" \| \| |                      |                                              |            |
| |                      |                                              |            |
| Font: ProCyclingStats |                      |                                              |            |
| Classificació de l'etapa |                      |                                              |            |
| Corredor | Corredor             | Equip                                        | Temps      |
| 1r | Tom Boonen           | Quick-Step Floors                            | 3h 00' 40" |
| 2n | Elia Viviani         | Itàlia                                       | + 0"       |
| 3r | Matteo Malucelli     | Androni-Sidermec-Bottecchia                  | + 0"       |
| 4t | Ricardo Escuela      | Asociación Civil Agrupación Virgen de Fátima | + 0"       |
| 5è | Andrea Guardini      | UAE Abu Dhabi                                | + 0"       |
| 6è | Ramūnas Navardauskas | Bahrain-Merida                               | + 0"       |
| 7è | Luke Keough          | UnitedHealthcare                             | + 0"       |
| 8è | Manuel Belletti      | Wilier Triestina-Selle Italia                | + 0"       |
| 9è | Eugenio Alafaci      | Trek-Segafredo                               | + 0"       |
| 10è | Mattia Viel          | Unieuro Trevigiani-Hemus 1896                | + 0"       |

| \| Classificació general \| Classificació general \| Classificació general \| Classificació general \| Classificació general \| \| Corredor \| Corredor \| Equip \| Temps \| \| \| --------------------- \| ----------------------- \| -------------------------------------------- \| --------------------- \| --------------------- \| \| 1r \| Elia Viviani \| Itàlia \| 6h 08' 12" \| \| \| 2n \| Fernando Gaviria Rendón \| Quick-Step Floors \| + 1" \| \| \| 3r \| Tom Boonen \| Quick-Step Floors \| + 2" \| \| \| 4t \| Franco López \| Asociación Civil Agrupación Virgen de Fátima \| + 6" \| \| \| 5è \| Matteo Malucelli \| Androni-Sidermec-Bottecchia \| + 8" \| \| \| 6è \| Vincenzo Nibali \| Bahrain-Merida \| + 12" \| \| \| 7è \| Gavin Mannion \| UnitedHealthcare \| + 12" \| \| \| 8è \| Duilio Ramos \| Asociación Civil Mardan \| + 12" \| \| \| 9è \| Óscar Sevilla Rivera \| Medellín-Inder \| + 12" \| \| \| 10è \| Bauke Mollema \| Trek-Segafredo \| + 12" \| \| |                         |                                              |            |
| |                         |                                              |            |
| Font: ProCyclingStats |                         |                                              |            |
| Classificació general |                         |                                              |            |
| Corredor | Corredor                | Equip                                        | Temps      |
| 1r | Elia Viviani            | Itàlia                                       | 6h 08' 12" |
| 2n | Fernando Gaviria Rendón | Quick-Step Floors                            | + 1"       |
| 3r | Tom Boonen              | Quick-Step Floors                            | + 2"       |
| 4t | Franco López            | Asociación Civil Agrupación Virgen de Fátima | + 6"       |
| 5è | Matteo Malucelli        | Androni-Sidermec-Bottecchia                  | + 8"       |
| 6è | Vincenzo Nibali         | Bahrain-Merida                               | + 12"      |
| 7è | Gavin Mannion           | UnitedHealthcare                             | + 12"      |
| 8è | Duilio Ramos            | Asociación Civil Mardan                      | + 12"      |
| 9è | Óscar Sevilla Rivera    | Medellín-Inder                               | + 12"      |
| 10è | Bauke Mollema           | Trek-Segafredo                               | + 12"      |

### Etapa 3
| \| Classificació de l'etapa \| Classificació de l'etapa \| Classificació de l'etapa \| Classificació de l'etapa \| Classificació de l'etapa \| \| Corredor \| Corredor \| Equip \| Temps \| \| \| ------------------------ \| ------------------------ \| -------------------------------------------- \| ------------------------ \| ------------------------ \| \| 1r \| Ramūnas Navardauskas \| Bahrain-Merida \| 14' 03" \| \| \| 2n \| Bauke Mollema \| Trek-Segafredo \| + 3" \| \| \| 3r \| Matthias Brändle \| Trek-Segafredo \| + 7" \| \| \| 4t \| Rémi Cavagna \| Quick-Step Floors \| + 7" \| \| \| 5è \| Walter Vargas \| Medellín-Inder \| + 17" \| \| \| 6è \| Sebastián Trillini \| Italomat-Dogo \| + 19" \| \| \| 7è \| Óscar Sevilla Rivera \| Medellín-Inder \| + 19" \| \| \| 8è \| Laureano Rosas \| Argentina \| + 21" \| \| \| 9è \| Ricardo Escuela \| Asociación Civil Agrupación Virgen de Fátima \| + 21" \| \| \| 10è \| Kanstantsín Siutsou \| Bahrain-Merida \| + 32" \| \| |                      |                                              |         |
| |                      |                                              |         |
| Font: ProCyclingStats |                      |                                              |         |
| Classificació de l'etapa |                      |                                              |         |
| Corredor | Corredor             | Equip                                        | Temps   |
| 1r | Ramūnas Navardauskas | Bahrain-Merida                               | 14' 03" |
| 2n | Bauke Mollema        | Trek-Segafredo                               | + 3"    |
| 3r | Matthias Brändle     | Trek-Segafredo                               | + 7"    |
| 4t | Rémi Cavagna         | Quick-Step Floors                            | + 7"    |
| 5è | Walter Vargas        | Medellín-Inder                               | + 17"   |
| 6è | Sebastián Trillini   | Italomat-Dogo                                | + 19"   |
| 7è | Óscar Sevilla Rivera | Medellín-Inder                               | + 19"   |
| 8è | Laureano Rosas       | Argentina                                    | + 21"   |
| 9è | Ricardo Escuela      | Asociación Civil Agrupación Virgen de Fátima | + 21"   |
| 10è | Kanstantsín Siutsou  | Bahrain-Merida                               | + 32"   |

| \| Classificació general \| Classificació general \| Classificació general \| Classificació general \| Classificació general \| \| Corredor \| Corredor \| Equip \| Temps \| \| \| --------------------- \| --------------------- \| -------------------------------------------- \| --------------------- \| --------------------- \| \| 1r \| Ramūnas Navardauskas \| Bahrain-Merida \| 6h 22' 27" \| \| \| 2n \| Bauke Mollema \| Trek-Segafredo \| + 3" \| \| \| 3r \| Matthias Brändle \| Trek-Segafredo \| + 7" \| \| \| 4t \| Rémi Cavagna \| Quick-Step Floors \| + 7" \| \| \| 5è \| Sebastián Trillini \| Italomat-Dogo \| + 19" \| \| \| 6è \| Óscar Sevilla Rivera \| Medellín-Inder \| + 19" \| \| \| 7è \| Laureano Rosas \| Argentina \| + 21" \| \| \| 8è \| Elia Viviani \| Itàlia \| + 23" \| \| \| 9è \| Tom Boonen \| Quick-Step Floors \| + 29" \| \| \| 10è \| Ricardo Escuela \| Asociación Civil Agrupación Virgen de Fátima \| + 32" \| \| |                      |                                              |            |
| |                      |                                              |            |
| Font: ProCyclingStats |                      |                                              |            |
| Classificació general |                      |                                              |            |
| Corredor | Corredor             | Equip                                        | Temps      |
| 1r | Ramūnas Navardauskas | Bahrain-Merida                               | 6h 22' 27" |
| 2n | Bauke Mollema        | Trek-Segafredo                               | + 3"       |
| 3r | Matthias Brändle     | Trek-Segafredo                               | + 7"       |
| 4t | Rémi Cavagna         | Quick-Step Floors                            | + 7"       |
| 5è | Sebastián Trillini   | Italomat-Dogo                                | + 19"      |
| 6è | Óscar Sevilla Rivera | Medellín-Inder                               | + 19"      |
| 7è | Laureano Rosas       | Argentina                                    | + 21"      |
| 8è | Elia Viviani         | Itàlia                                       | + 23"      |
| 9è | Tom Boonen           | Quick-Step Floors                            | + 29"      |
| 10è | Ricardo Escuela      | Asociación Civil Agrupación Virgen de Fátima | + 32"      |

### Etapa 4
| \| Classificació de l'etapa \| Classificació de l'etapa \| Classificació de l'etapa \| Classificació de l'etapa \| Classificació de l'etapa \| \| Corredor \| Corredor \| Equip \| Temps \| \| \| ------------------------ \| ------------------------ \| ----------------------------- \| ------------------------ \| ------------------------ \| \| 1r \| Fernando Gaviria Rendón \| Quick-Step Floors \| 3h 34' 44" \| \| \| 2n \| Elia Viviani \| Itàlia \| + 0" \| \| \| 3r \| Nicola Ruffoni \| Bardiani CSF \| + 0" \| \| \| 4t \| Manuel Belletti \| Wilier Triestina-Selle Italia \| + 0" \| \| \| 5è \| Luke Keough \| UnitedHealthcare \| + 0" \| \| \| 6è \| Andrea Guardini \| UAE Abu Dhabi \| + 0" \| \| \| 7è \| Carlos Alzate \| UnitedHealthcare \| + 0" \| \| \| 8è \| Marco Coledan \| Trek-Segafredo \| + 0" \| \| \| 9è \| Laureano Rosas \| Argentina \| + 0" \| \| \| 10è \| Ramūnas Navardauskas \| Bahrain-Merida \| + 0" \| \| |                         |                               |            |
| |                         |                               |            |
| Font: ProCyclingStats |                         |                               |            |
| Classificació de l'etapa |                         |                               |            |
| Corredor | Corredor                | Equip                         | Temps      |
| 1r | Fernando Gaviria Rendón | Quick-Step Floors             | 3h 34' 44" |
| 2n | Elia Viviani            | Itàlia                        | + 0"       |
| 3r | Nicola Ruffoni          | Bardiani CSF                  | + 0"       |
| 4t | Manuel Belletti         | Wilier Triestina-Selle Italia | + 0"       |
| 5è | Luke Keough             | UnitedHealthcare              | + 0"       |
| 6è | Andrea Guardini         | UAE Abu Dhabi                 | + 0"       |
| 7è | Carlos Alzate           | UnitedHealthcare              | + 0"       |
| 8è | Marco Coledan           | Trek-Segafredo                | + 0"       |
| 9è | Laureano Rosas          | Argentina                     | + 0"       |
| 10è | Ramūnas Navardauskas    | Bahrain-Merida                | + 0"       |

| \| Classificació general \| Classificació general \| Classificació general \| Classificació general \| Classificació general \| \| Corredor \| Corredor \| Equip \| Temps \| \| \| --------------------- \| --------------------- \| -------------------------------------------- \| --------------------- \| --------------------- \| \| 1r \| Ramūnas Navardauskas \| Bahrain-Merida \| 9h 57' 11" \| \| \| 2n \| Bauke Mollema \| Trek-Segafredo \| + 3" \| \| \| 3r \| Matthias Brändle \| Trek-Segafredo \| + 7" \| \| \| 4t \| Rémi Cavagna \| Quick-Step Floors \| + 7" \| \| \| 5è \| Elia Viviani \| Itàlia \| + 17" \| \| \| 6è \| Sebastián Trillini \| Italomat-Dogo \| + 19" \| \| \| 7è \| Óscar Sevilla Rivera \| Medellín-Inder \| + 19" \| \| \| 8è \| Laureano Rosas \| Argentina \| + 21" \| \| \| 9è \| Tom Boonen \| Quick-Step Floors \| + 29" \| \| \| 10è \| Ricardo Escuela \| Asociación Civil Agrupación Virgen de Fátima \| + 32" \| \| |                      |                                              |            |
| |                      |                                              |            |
| Font: ProCyclingStats |                      |                                              |            |
| Classificació general |                      |                                              |            |
| Corredor | Corredor             | Equip                                        | Temps      |
| 1r | Ramūnas Navardauskas | Bahrain-Merida                               | 9h 57' 11" |
| 2n | Bauke Mollema        | Trek-Segafredo                               | + 3"       |
| 3r | Matthias Brändle     | Trek-Segafredo                               | + 7"       |
| 4t | Rémi Cavagna         | Quick-Step Floors                            | + 7"       |
| 5è | Elia Viviani         | Itàlia                                       | + 17"      |
| 6è | Sebastián Trillini   | Italomat-Dogo                                | + 19"      |
| 7è | Óscar Sevilla Rivera | Medellín-Inder                               | + 19"      |
| 8è | Laureano Rosas       | Argentina                                    | + 21"      |
| 9è | Tom Boonen           | Quick-Step Floors                            | + 29"      |
| 10è | Ricardo Escuela      | Asociación Civil Agrupación Virgen de Fátima | + 32"      |

### Etapa 5
| \| Classificació de l'etapa \| Classificació de l'etapa \| Classificació de l'etapa \| Classificació de l'etapa \| Classificació de l'etapa \| \| Corredor \| Corredor \| Equip \| Temps \| \| \| ------------------------ \| -------------------------- \| -------------------------------------------- \| ------------------------ \| ------------------------ \| \| 1r \| Rui Alberto Faria da Costa \| UAE Abu Dhabi \| 4h 15' 04" \| \| \| 2n \| Rodolfo Torres Agudelo \| Androni-Sidermec-Bottecchia \| + 3" \| \| \| 3r \| Ricardo Escuela \| Asociación Civil Agrupación Virgen de Fátima \| + 7" \| \| \| 4t \| Óscar Sevilla Rivera \| Medellín-Inder \| + 10" \| \| \| 5è \| Bauke Mollema \| Trek-Segafredo \| + 12" \| \| \| 6è \| Egan Bernal Gómez \| Androni-Sidermec-Bottecchia \| + 14" \| \| \| 7è \| Eduardo Sepúlveda \| Argentina \| + 14" \| \| \| 8è \| Laureano Rosas \| Argentina \| + 21" \| \| \| 9è \| Eduardo Corte \| Mèxic \| + 57" \| \| \| 10è \| Vincenzo Nibali \| Bahrain-Merida \| + 57" \| \| |                            |                                              |            |
| |                            |                                              |            |
| Font: ProCyclingStats |                            |                                              |            |
| Classificació de l'etapa |                            |                                              |            |
| Corredor | Corredor                   | Equip                                        | Temps      |
| 1r | Rui Alberto Faria da Costa | UAE Abu Dhabi                                | 4h 15' 04" |
| 2n | Rodolfo Torres Agudelo     | Androni-Sidermec-Bottecchia                  | + 3"       |
| 3r | Ricardo Escuela            | Asociación Civil Agrupación Virgen de Fátima | + 7"       |
| 4t | Óscar Sevilla Rivera       | Medellín-Inder                               | + 10"      |
| 5è | Bauke Mollema              | Trek-Segafredo                               | + 12"      |
| 6è | Egan Bernal Gómez          | Androni-Sidermec-Bottecchia                  | + 14"      |
| 7è | Eduardo Sepúlveda          | Argentina                                    | + 14"      |
| 8è | Laureano Rosas             | Argentina                                    | + 21"      |
| 9è | Eduardo Corte              | Mèxic                                        | + 57"      |
| 10è | Vincenzo Nibali            | Bahrain-Merida                               | + 57"      |

| \| Classificació general \| Classificació general \| Classificació general \| Classificació general \| Classificació general \| \| Corredor \| Corredor \| Equip \| Temps \| \| \| --------------------- \| -------------------------- \| -------------------------------------------- \| --------------------- \| --------------------- \| \| 1r \| Bauke Mollema \| Trek-Segafredo \| 14h 12' 30" \| \| \| 2n \| Óscar Sevilla Rivera \| Medellín-Inder \| + 14" \| \| \| 3r \| Rodolfo Torres Agudelo \| Androni-Sidermec-Bottecchia \| + 16" \| \| \| 4t \| Ricardo Escuela \| Asociación Civil Agrupación Virgen de Fátima \| + 20" \| \| \| 5è \| Rui Alberto Faria da Costa \| UAE Abu Dhabi \| + 26" \| \| \| 6è \| Laureano Rosas \| Argentina \| + 27" \| \| \| 7è \| Ramūnas Navardauskas \| Bahrain-Merida \| + 52" \| \| \| 8è \| Vincenzo Nibali \| Bahrain-Merida \| + 1' 17" \| \| \| 9è \| Egan Bernal Gómez \| Androni-Sidermec-Bottecchia \| + 1' 29" \| \| \| 10è \| Pieter Serry \| Quick-Step Floors \| + 1' 31" \| \| |                            |                                              |             |
| |                            |                                              |             |
| Font: ProCyclingStats |                            |                                              |             |
| Classificació general |                            |                                              |             |
| Corredor | Corredor                   | Equip                                        | Temps       |
| 1r | Bauke Mollema              | Trek-Segafredo                               | 14h 12' 30" |
| 2n | Óscar Sevilla Rivera       | Medellín-Inder                               | + 14"       |
| 3r | Rodolfo Torres Agudelo     | Androni-Sidermec-Bottecchia                  | + 16"       |
| 4t | Ricardo Escuela            | Asociación Civil Agrupación Virgen de Fátima | + 20"       |
| 5è | Rui Alberto Faria da Costa | UAE Abu Dhabi                                | + 26"       |
| 6è | Laureano Rosas             | Argentina                                    | + 27"       |
| 7è | Ramūnas Navardauskas       | Bahrain-Merida                               | + 52"       |
| 8è | Vincenzo Nibali            | Bahrain-Merida                               | + 1' 17"    |
| 9è | Egan Bernal Gómez          | Androni-Sidermec-Bottecchia                  | + 1' 29"    |
| 10è | Pieter Serry               | Quick-Step Floors                            | + 1' 31"    |

### Etapa 6
| \| Classificació de l'etapa \| Classificació de l'etapa \| Classificació de l'etapa \| Classificació de l'etapa \| Classificació de l'etapa \| \| Corredor \| Corredor \| Equip \| Temps \| \| \| ------------------------ \| ------------------------------- \| ----------------------------- \| ------------------------ \| ------------------------ \| \| 1r \| Maximiliano Richeze Araquistain \| Quick-Step Floors \| 3h 48' 47" \| \| \| 2n \| Oliviero Troia \| UAE Abu Dhabi \| + 0" \| \| \| 3r \| Nicolás Tivani Pérez \| Unieuro Trevigiani-Hemus 1896 \| + 0" \| \| \| 4t \| Matteo Malucelli \| Androni-Sidermec-Bottecchia \| + 52" \| \| \| 5è \| Manuel Belletti \| Wilier Triestina-Selle Italia \| + 52" \| \| \| 6è \| José Luis Rivera \| Municipalidad de Pocito \| + 52" \| \| \| 7è \| Mattia Viel \| Unieuro Trevigiani-Hemus 1896 \| + 52" \| \| \| 8è \| Ramūnas Navardauskas \| Bahrain-Merida \| + 52" \| \| \| 9è \| Nicolas Marini \| Nippo-Vini Fantini \| + 52" \| \| \| 10è \| Luke Keough \| UnitedHealthcare \| + 52" \| \| |                                 |                               |            |
| |                                 |                               |            |
| Font: ProCyclingStats |                                 |                               |            |
| Classificació de l'etapa |                                 |                               |            |
| Corredor | Corredor                        | Equip                         | Temps      |
| 1r | Maximiliano Richeze Araquistain | Quick-Step Floors             | 3h 48' 47" |
| 2n | Oliviero Troia                  | UAE Abu Dhabi                 | + 0"       |
| 3r | Nicolás Tivani Pérez            | Unieuro Trevigiani-Hemus 1896 | + 0"       |
| 4t | Matteo Malucelli                | Androni-Sidermec-Bottecchia   | + 52"      |
| 5è | Manuel Belletti                 | Wilier Triestina-Selle Italia | + 52"      |
| 6è | José Luis Rivera                | Municipalidad de Pocito       | + 52"      |
| 7è | Mattia Viel                     | Unieuro Trevigiani-Hemus 1896 | + 52"      |
| 8è | Ramūnas Navardauskas            | Bahrain-Merida                | + 52"      |
| 9è | Nicolas Marini                  | Nippo-Vini Fantini            | + 52"      |
| 10è | Luke Keough                     | UnitedHealthcare              | + 52"      |

| \| Classificació general \| Classificació general \| Classificació general \| Classificació general \| Classificació general \| \| Corredor \| Corredor \| Equip \| Temps \| \| \| --------------------- \| -------------------------- \| -------------------------------------------- \| --------------------- \| --------------------- \| \| 1r \| Bauke Mollema \| Trek-Segafredo \| 18h 02' 09" \| \| \| 2n \| Óscar Sevilla Rivera \| Medellín-Inder \| + 14" \| \| \| 3r \| Rodolfo Torres Agudelo \| Androni-Sidermec-Bottecchia \| + 16" \| \| \| 4t \| Ricardo Escuela \| Asociación Civil Agrupación Virgen de Fátima \| + 20" \| \| \| 5è \| Rui Alberto Faria da Costa \| UAE Abu Dhabi \| + 26" \| \| \| 6è \| Laureano Rosas \| \| + 27" \| \| \| 7è \| Ramūnas Navardauskas \| Bahrain-Merida \| + 52" \| \| \| 8è \| Vincenzo Nibali \| Bahrain-Merida \| + 1' 17" \| \| \| 9è \| Egan Bernal Gómez \| Androni-Sidermec-Bottecchia \| + 1' 29" \| \| \| 10è \| Pieter Serry \| Quick-Step Floors \| + 1' 31" \| \| |                            |                                              |             |
| |                            |                                              |             |
| Font: ProCyclingStats |                            |                                              |             |
| Classificació general |                            |                                              |             |
| Corredor | Corredor                   | Equip                                        | Temps       |
| 1r | Bauke Mollema              | Trek-Segafredo                               | 18h 02' 09" |
| 2n | Óscar Sevilla Rivera       | Medellín-Inder                               | + 14"       |
| 3r | Rodolfo Torres Agudelo     | Androni-Sidermec-Bottecchia                  | + 16"       |
| 4t | Ricardo Escuela            | Asociación Civil Agrupación Virgen de Fátima | + 20"       |
| 5è | Rui Alberto Faria da Costa | UAE Abu Dhabi                                | + 26"       |
| 6è | Laureano Rosas             |                                              | + 27"       |
| 7è | Ramūnas Navardauskas       | Bahrain-Merida                               | + 52"       |
| 8è | Vincenzo Nibali            | Bahrain-Merida                               | + 1' 17"    |
| 9è | Egan Bernal Gómez          | Androni-Sidermec-Bottecchia                  | + 1' 29"    |
| 10è | Pieter Serry               | Quick-Step Floors                            | + 1' 31"    |

### Etapa 7
| \| Classificació de l'etapa \| Classificació de l'etapa \| Classificació de l'etapa \| Classificació de l'etapa \| Classificació de l'etapa \| \| Corredor \| Corredor \| Equip \| Temps \| \| \| ------------------------ \| ------------------------------- \| ----------------------------- \| ------------------------ \| ------------------------ \| \| 1r \| Maximiliano Richeze Araquistain \| Quick-Step Floors \| 2h 16' 48" \| \| \| 2n \| Tom Boonen \| Quick-Step Floors \| + 3" \| \| \| 3r \| Matteo Malucelli \| Androni-Sidermec-Bottecchia \| + 3" \| \| \| 4t \| Andrea Guardini \| UAE Abu Dhabi \| + 3" \| \| \| 5è \| Nicola Ruffoni \| Bardiani CSF \| + 3" \| \| \| 6è \| José Luis Rivera \| Municipalidad de Pocito \| + 3" \| \| \| 7è \| Ramūnas Navardauskas \| Bahrain-Merida \| + 3" \| \| \| 8è \| Attilio Viviani \| Itàlia \| + 3" \| \| \| 9è \| Daniel Juárez \| Asociación Civil Mardan \| + 3" \| \| \| 10è \| Mattia Viel \| Unieuro Trevigiani-Hemus 1896 \| + 3" \| \| |                                 |                               |            |
| |                                 |                               |            |
| Font: ProCyclingStats |                                 |                               |            |
| Classificació de l'etapa |                                 |                               |            |
| Corredor | Corredor                        | Equip                         | Temps      |
| 1r | Maximiliano Richeze Araquistain | Quick-Step Floors             | 2h 16' 48" |
| 2n | Tom Boonen                      | Quick-Step Floors             | + 3"       |
| 3r | Matteo Malucelli                | Androni-Sidermec-Bottecchia   | + 3"       |
| 4t | Andrea Guardini                 | UAE Abu Dhabi                 | + 3"       |
| 5è | Nicola Ruffoni                  | Bardiani CSF                  | + 3"       |
| 6è | José Luis Rivera                | Municipalidad de Pocito       | + 3"       |
| 7è | Ramūnas Navardauskas            | Bahrain-Merida                | + 3"       |
| 8è | Attilio Viviani                 | Itàlia                        | + 3"       |
| 9è | Daniel Juárez                   | Asociación Civil Mardan       | + 3"       |
| 10è | Mattia Viel                     | Unieuro Trevigiani-Hemus 1896 | + 3"       |

## Classificació final
| \| Classificació general \| Classificació general \| Classificació general \| Classificació general \| Classificació general \| \| Corredor \| Corredor \| Equip \| Temps \| \| \| --------------------- \| -------------------------- \| -------------------------------------------- \| --------------------- \| --------------------- \| \| 1r \| Bauke Mollema \| Trek-Segafredo \| 20h 19' 00" \| \| \| 2n \| Óscar Sevilla Rivera \| Medellín-Inder \| + 14" \| \| \| 3r \| Rodolfo Torres Agudelo \| Androni-Sidermec-Bottecchia \| + 16" \| \| \| 4t \| Ricardo Escuela \| Asociación Civil Agrupación Virgen de Fátima \| + 20" \| \| \| 5è \| Rui Alberto Faria da Costa \| UAE Abu Dhabi \| + 26" \| \| \| 6è \| Laureano Rosas \| Argentina \| + 27" \| \| \| 7è \| Ramūnas Navardauskas \| Bahrain-Merida \| + 49" \| \| \| 8è \| Vincenzo Nibali \| Bahrain-Merida \| + 1' 15" \| \| \| 9è \| Egan Bernal Gómez \| Androni-Sidermec-Bottecchia \| + 1' 29" \| \| \| 10è \| Pieter Serry \| Quick-Step Floors \| + 1' 31" \| \| |                            |                                              |             |
| |                            |                                              |             |
| Fonts: ProCyclingStats Cycling Quotient Cycling Archives |                            |                                              |             |
| Classificació general |                            |                                              |             |
| Corredor | Corredor                   | Equip                                        | Temps       |
| 1r | Bauke Mollema              | Trek-Segafredo                               | 20h 19' 00" |
| 2n | Óscar Sevilla Rivera       | Medellín-Inder                               | + 14"       |
| 3r | Rodolfo Torres Agudelo     | Androni-Sidermec-Bottecchia                  | + 16"       |
| 4t | Ricardo Escuela            | Asociación Civil Agrupación Virgen de Fátima | + 20"       |
| 5è | Rui Alberto Faria da Costa | UAE Abu Dhabi                                | + 26"       |
| 6è | Laureano Rosas             | Argentina                                    | + 27"       |
| 7è | Ramūnas Navardauskas       | Bahrain-Merida                               | + 49"       |
| 8è | Vincenzo Nibali            | Bahrain-Merida                               | + 1' 15"    |
| 9è | Egan Bernal Gómez          | Androni-Sidermec-Bottecchia                  | + 1' 29"    |
| 10è | Pieter Serry               | Quick-Step Floors                            | + 1' 31"    |

## Evolució e les classificacions
| Etapa                  | Vencedor               | Classificació general | Classificació de la muntanya | Classificació dels esprints | Classificació dels joves | Classificació per equips |
| ---------------------- | ---------------------- | --------------------- | ---------------------------- | --------------------------- | ------------------------ | ------------------------ |
| 1                      | Fernando Gaviria       | Fernando Gaviria      | Franco López                 | Franco López                | Leonardo Rodríguez       | Androni Giocattoli       |
| 2                      | Tom Boonen             | Elia Viviani          | Pedro González               | Franco López                | Duilio Ramos             | Quick-Step Floors        |
| 3                      | Ramūnas Navardauskas   | Ramūnas Navardauskas  | Pedro González               | Franco López                | Rémi Cavagna             | Trek-Segafredo           |
| 4                      | Fernando Gaviria       | Ramūnas Navardauskas  | Pedro González               | Gerardo Tivani              | Rémi Cavagna             | Trek-Segafredo           |
| 5                      | Rui Costa              | Bauke Mollema         | Franco López                 | Egan Bernal                 | Egan Bernal              | Bahrain-Merida           |
| 6                      | Maximiliano Richeze    | Bauke Mollema         | Franco López                 | Nicolás Naranjo             | Egan Bernal              | Bahrain-Merida           |
| 7                      | Maximiliano Richeze    | Bauke Mollema         | Franco López                 | Nicolás Naranjo             | Egan Bernal              | Bahrain-Merida           |
| Classificacions finals | Classificacions finals | Bauke Mollema         | Franco López                 | Nicolás Naranjo             | Egan Bernal              | Bahrain-Merida           |